# 마쓰모토 다케히사
마쓰모토 다케히사(일본어: 松本武久, まつもと たけひさ, 1980년 9월 8일 나가사키현 고토시 후쿠에섬 ~ )는 일본의 바둑 기사이다. 일본기원 소속이며 조치훈 9단의 문하생이기도 하다.

## 생애 및 입문
그는 5세 시절부터 아버지의 영향을 받아 바둑을 시작했다. 어릴 적에는 아버지의 전근이 계속되어 한 곳에 오래 거주하지는 않았지만 도쿄도에 위치한 료쿠세이 바둑 학원에 다니면서 그 안에서 약했다고 회고했다.
가가와현 다카마쓰시로 이사한 이후에 다카마쓰 중앙초등학교 5·6학년 시절에 사상 최초로 소년 소녀 바둑 대회 초등생부에서 2연패를 달성했다. 그러면서 기념 대국에서 조치훈에게 패배했는데 그 밤에 다시 조치훈 9단이 마쓰모토의 집을 방문하면서 2판 치기 재능을 인정하고 조치훈 9단의 문하생이 되었다고 한다. 중학교 1학년 시절에 지바현으로 이사했다. 도제 시절에는 1년 선배였던 김수준의 후배인 쓰루야마 아쓰시와 절차탁마하는 실력을 기르게 되었다.

## 입상 경력
- 1997년 입단. 초단(初段), 2단(二段)
- 1998년 3단(三段)
- 1999년 4단(四段)
- 2001년 5단(五段)
- 2002년 제11기 용성전 우승 결정 토너먼트 진출
- 2003년 6단(六段) 승단, 제12기 용성전 우승 결정 토너먼트 진출,제52회 NHK배 8강 진출
- 2005년 제30기 작은기성전 본선진출
- 2006년 신인왕전 우승(상대 황이추) ☆첫 타이틀 우승
- 2008년 7단(七段) 승단, 제15기 아함동산배 본선진출
- 2010년 타이완-일본 정예 프로바둑 선수권(台日精鋭プロ囲碁選手権) 준우승 (상대 저우쥔쉰)
- 2013년 제38기 작은기성전 도전자 결정전에 진출 했지만 고노 린 9단에 패했다. 제61기 왕좌전 본선 진출
- 2014년 제62기 왕좌전 본선진출
- 2017년 제26기 용성전 우승 결정 토너먼트 진출
- 2018년 8단(八段) 승단
- 2024년 제7회 SGW배 중용전 2위(1위,아키야마 지로 9단)